# Myotis alcathoe
El murciélago ratonero bigotudo pequeño (Myotis alcathoe) es una especie de quiróptero de la familia Vespertilionidae. Esta especie ha sido descrita recientemente y es poco conocida. La fórmula dentaria de M. alcathoe es {\displaystyle {\frac {2.1.3.3}{3.1.3.3}}}

## Descripción
M. alcathoe es el más pequeño entre los murciélagos bigotudos de Europa y utiliza las frecuencias en sus llamadas de ecolocalización más altas de todas las especies europeas pertenecientes a su género. Prefiere cazar en valles pequeños con árboles de hoja caduca cercanos a cursos de agua. Los antiguos registros de Grecia y Hungría indican una distribución importante en el sudeste de Europa.
Las frecuencias utilizadas por el M. alcathoe para la ecolocalización varían entre 34-102 kHz, llegando al pico de energía en 53 kHz y con una duración promedio de 3.0 ms.